# José Lacunza Maestrojuán
José Luis Lacunza Maestrojuán OAR (24 de fevereiro de 1944) é cardeal panamenho de origem espanhola, bispo emérito da Diocese de David.

## Biografia
Entrou para a Ordem dos Agostinianos Recoletos, na província de Nuestra Señora de la Consolación. Ele estudou no Seminário Menor de São José dos Padres Agostinianos em Artieda. Então, ele frequentou os cursos de filosofia em Zaragoza e estudou teologia no Seminário Maior agostiniano Nossa Senhora da Consolação em Pamplona. Fez a profissão solene na Ordem dos Agostinianos Recoletos em 16 de setembro de 1967, em Pamplona.
Foi ordenado padre em 13 de julho de 1969, em Pamplona. Cerca de dois anos depois, ele foi enviado para o Panamá, onde foi reitor da Colégio San Agustín, reitor da Universidade Católica Santa María la Antigua e presidente da Federação das Escolas Católicas. Em 1983, se naturalizou panamenho.
Eleito bispo-titular de Parthenia e nomeado bispo-auxiliar de Panamá em 30 de dezembro de 1985, foi consagrado em 18 de janeiro de 1986, por Dom José Sebastián Laboa Gallego, arcebispo-titular de Zarao, núncio apostólico no Panamá, assistido por Dom Marcos Gregorio McGrath, CSC, arcebispo de Panamá, e por Dom José Agustín García Ganuza, OAR, bispo-titular de Pauzera e prelado emérito de Bocas del Toro. Transferido para a Sé de Chitré em 29 de outubro de 1994, onde ficou até 2 de julho de 1999, quando foi transferido para a Sé de David. Foi presidente da Conferência Episcopal do Panamá nos quadriênios 2000-2004 e 2007-2013.
Em 4 de janeiro de 2015, o Papa Francisco anunciou a sua criação como cardeal, no Consistório Ordinário Público de 2015. Foi criado cardeal-presbítero de São José de Cupertino, recebendo o barrete e o anel cardinalício em 14 de fevereiro.
Em 30 de janeiro de 2024, Dom José foi dado como desaparecido. O cardeal reapareceu dois dias depois, no distrito de Boquete, área cerca de 40 quilômetros da Diocese de David e a 480 quilômetros da Cidade do Panamá. O cardeal dava sinais de desorientação e foi conduzido para receber tratamento médico num hospital de David. Em 4 de fevereiro seguinte, ao presidir a missa dominical, Dom José pediu desculpas aos fiéis pelo ocorrido, afirmando ter sido uma "travessura".
Em 15 de fevereiro de 2024 teve a sua renuncia aceita, sendo nomeado o sucessor Luis Enrique Saldaña Guerra, O.F.M..